# Amalie Zephyrine von Salm-Kyrburg

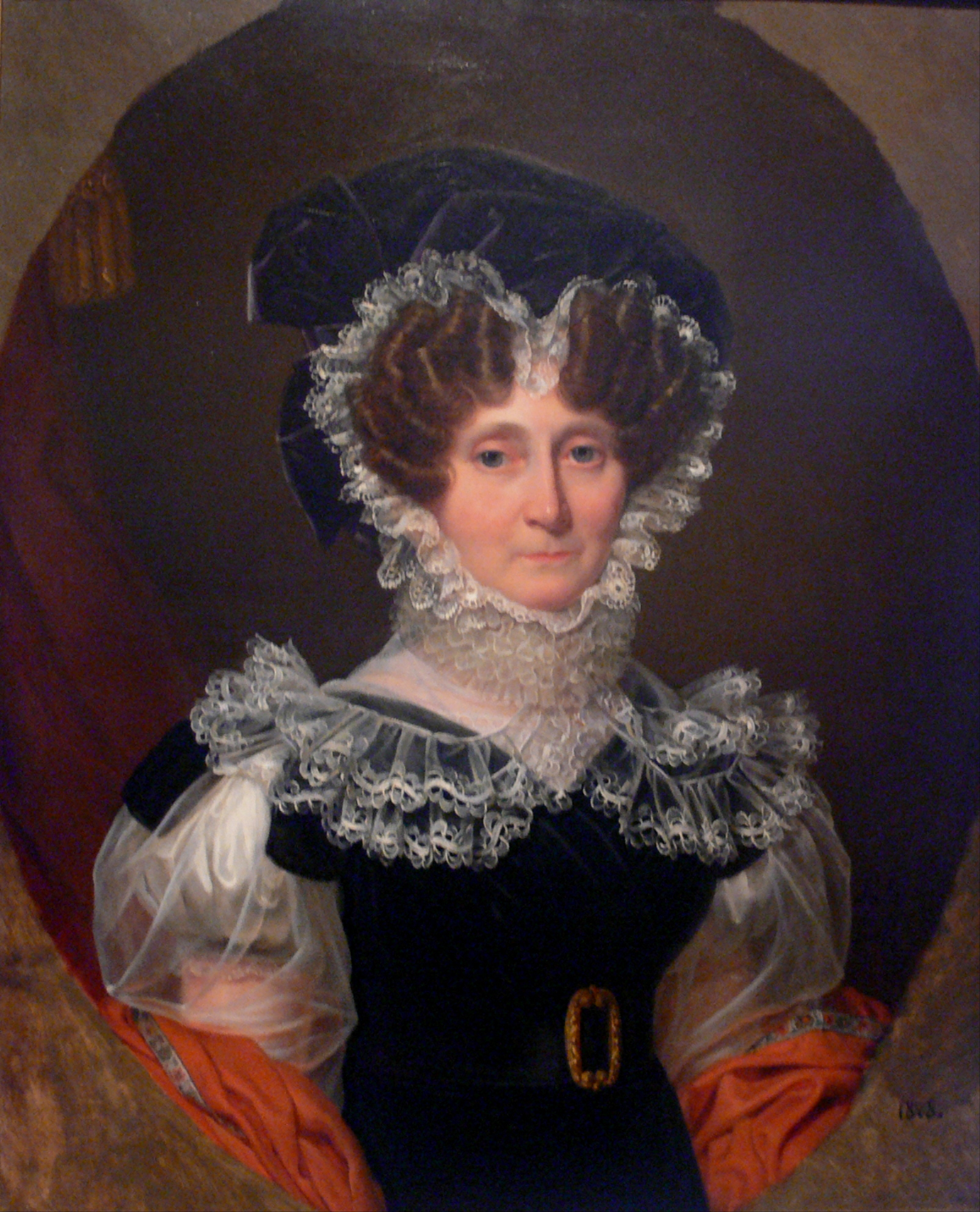
Fürstin Amalie Zephyrine (Gemälde von Auguste François Laby, 1828)

Amalie Zephyrine von Salm-Kyrburg (* 6. März 1760 in Paris; † 17. Oktober 1841 in Sigmaringen) heiratete 1782 den Erbprinzen Anton Aloys von Hohenzollern-Sigmaringen und gilt als die „Retterin Hohenzollerns“. Sie stammte aus einer deutschen Adelsfamilie, die überwiegend im Umfeld des Hofes von König Ludwig XVI. lebte.

## Leben
Amalie Zephyrine wurde als achtes Kind von Philip Joseph von Salm-Kyrburg, des Fürsten von Salm-Kyrburg (1709–1779), und Maria Theresa von Horn, älteste Tochter des Fürsten Maximilian von Horn († 1763), 1760 in Paris geboren. Sie wurde in der Pfarrkirche Saint-Sulpice getauft und wuchs in Paris auf. Familiensitz derer von Salm-Kyrburg war jedoch Kirn an der Nahe im heutigen Rheinland-Pfalz. 1780 beauftragte ihr Bruder Fürst Friedrich III. Johann Otto zu Salm-Kyrburg (1745–1794, Regentschaft 1778–1794), dem sie sehr nahestand, den Pariser Architekten Denis Antoine mit dem Bau einer wild- und rheingräflichen Sommerresidenz für Amalie Zephyrine unterhalb der Stammburg der Familie in Kirn. Die Residenz erhielt ihr zu Ehren den Namen Schloss Amalienlust, wurde jedoch zu ihren Lebzeiten nicht ganz fertiggestellt. Das nach damaligen Vorstellungen sehr moderne und bequeme Stadthaus ist, wie das nicht weit davon liegende Haus, das Friedrich III. für sich und seine Frau Prinzessin Johanna Franziska von Hohenzollern-Sigmaringen (1765–1790) bauen ließ, weitgehend originalgetreu erhalten. Mondäne Ansprüche wurden durch ein Theater, welches das Kirner Ensemble komplettierte, befriedigt.
Gemäß dem Wunsch ihrer Eltern wurde am 29. November 1781 in Straßburg, anlässlich der Vermählung von Friedrich III. mit Johanna Franziska, die Verlobung von Johannas Bruder, dem Erbprinzen Anton Aloys von Hohenzollern-Sigmaringen (1762–1831), mit Amalie Zephyrine bekanntgegeben. 1782 wurde im Piaristenkloster Kirn, dem heutigen Rathausgebäude, die Ehe von Amalie Zephyrine von Salm-Kyrburg geschlossen. Im fünf Kilometer entfernt liegenden Schloss Dhaun fand am 13. August 1782 die Hochzeitsfeier statt.
Seinen ersten gemeinsamen Winter verbrachte das junge Paar in Paris. 1784 kam Amalie Zephyrine zum ersten Mal nach Sigmaringen, empfand jedoch das Leben in der kleinen Residenzstadt an der Donau als „unerträglich einengend“. Paris war schon Ende des 18. Jahrhunderts eine Großstadt, Sigmaringen hatte dagegen kaum 1000 Einwohner. Bereits ein Jahr später, zehn Wochen nach der Geburt ihres Sohnes Karl, floh sie als Mann verkleidet aus der oberschwäbischen Provinz nach Kirn zu ihrem Bruder Friedrich III. von Salm-Kyrburg und dessen Frau Johanna. Ihren Sohn ließ sie zurück.
In Paris ließ ihr Bruder durch den Architekten Pierre Rousseau 1782 bis 1787 ein Adelspalais, das Hôtel de Salm (an der Rue de Lille bzw. am Quai d’Orsay, seit 1804 Palais und Museum der 1802 gegründeten Ehrenlegion) erbauen und von Antoine-François Peyre ausstatten. Der Pariser Wohnsitz der Familie Salm-Kyrburg war bald ein Treffpunkt der hochadligen Oberschicht des vorrevolutionären Frankreichs.

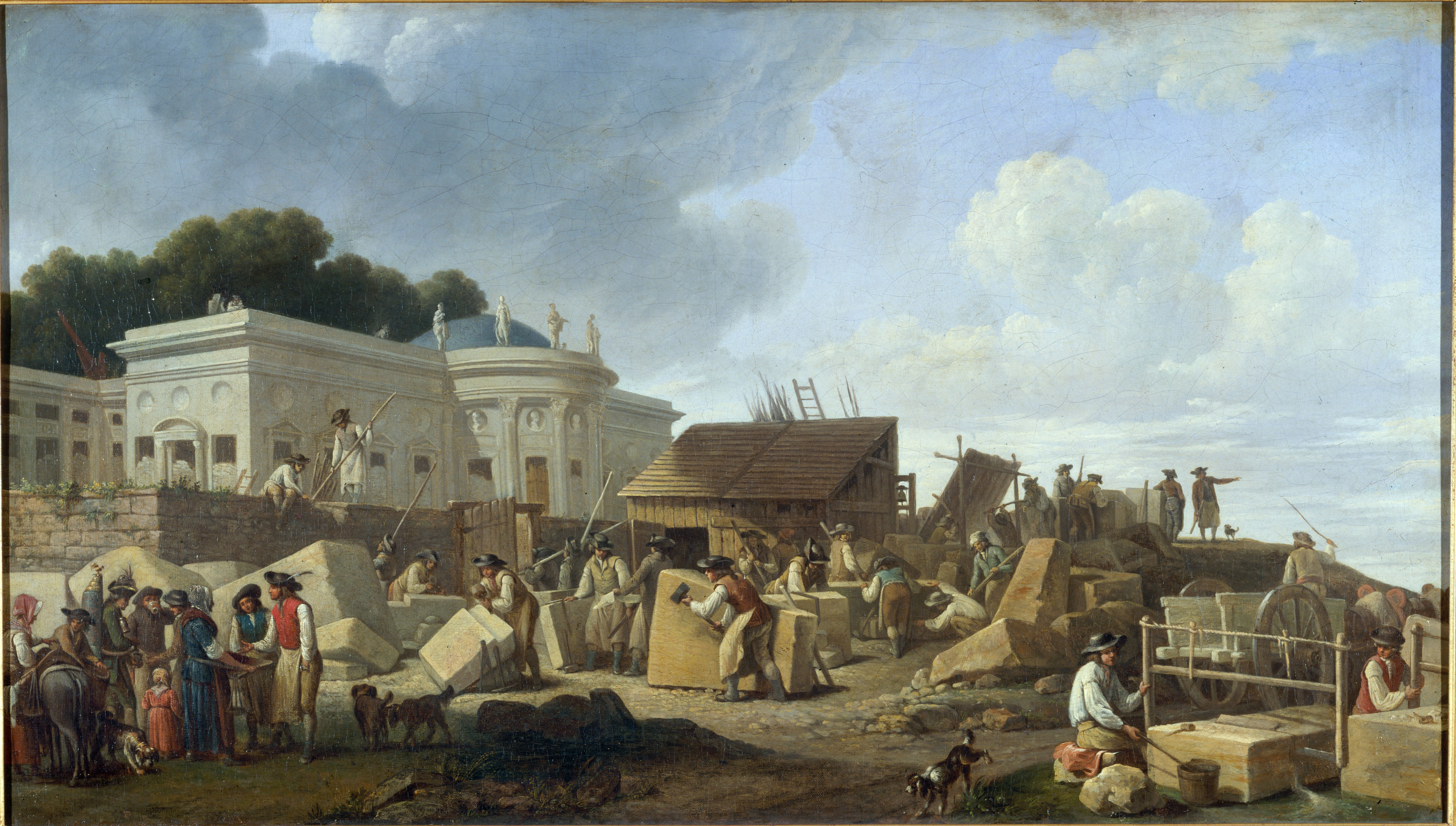
Der Bau des Hôtel de Salm (Musée Carnavalet, Paris)

Als jedoch die Französische Revolution ihren Lauf nahm, schlugen sich sowohl Amalie Zephyrines Bruder Friedrich III. wie auch ihr Geliebter Alexandre de Beauharnais auf die Seite der Revolution. Beide Männer saßen während der jakobinischen Terrorherrschaft im Gefängnis Conciergerie ein und ließen 1794 ihr Leben unter der Guillotine. Amalie Zephyrine selbst überlebte die Revolution, der Tod ihres Bruders beschäftigte sie, nach ihrer Korrespondenz zu schließen, sehr. 1797 erwarb sie mit einem geheimen Vertrag den Friedhof Cimetière de Picpus, auf dem ihr Bruder und auch ihr Geliebter in Massengräbern bestattet worden waren. Sie pflegte gleichwohl beste Kontakte zu einflussreichen Persönlichkeiten der Revolution wie Charles-Maurice de Talleyrand-Périgord und Joséphine, der Witwe ihres ehemaligen Geliebten, welche 1796 Napoléon Bonaparte geheiratet hatte.
1799 kam Helene d’Isque, die spätere Helene von Schatzberg († 1861), zur Welt und lebte von August 1800 bis Januar 1824, dem Jahr ihrer Eheschließung mit Friedrich von Laßberg, im Haushalt der Fürstin. Gerüchte verstummten nicht und neuere Forschungen deuten darauf hin, dass Helene die illegitime Tochter der Fürstin aus ihrer außerehelichen Beziehung zum Obersten Charles de Voumard war. Charles de Voumard, der sich später Karl Heinrich Voumard von Wehrburg nannte, hatte die Fürstin 1797 zum Erzieher ihres achtjährigen, verwaisten Neffen Friedrich IV. von Salm-Kyrburg bestellt.
Vom Rastatter Kongress 1799 bis zur Aushandlung der Rheinbundakte 1806 nutzte Amalie ihre Beziehungen zum napoleonischen Hof, um sich zu Gunsten ihres Sohnes Karl für den Erhalt des Fürstentums Hohenzollern-Sigmaringen und dessen volle Souveränität einzusetzen. Sie konnte schließlich die drohende Mediatisierung zugunsten Württembergs oder Badens sowohl für Hohenzollern-Sigmaringen als auch für Hohenzollern-Hechingen abwenden. Zugleich setzte sich Amalie Zephyrine für das neu geschaffene Fürstentum Salm ein und vertrat dessen designierten Fürsten, ihren minderjährigen Neffen Friedrich IV. zu Salm-Kyrburg, vormundschaftlich.
Ab 1806 trieb sie aus politischen Gründen die eheliche Verbindung des Hohenzollern-Hauses mit dem französischen Adel voran. Sie arrangierte die im Februar 1808 geschlossene Hochzeit ihres Sohnes Karl mit Antoinette Murat, Mündel von Joachim Murat, der mit Napoleon Bonapartes jüngster Schwester Caroline verheiratet war und zum Großherzog von Berg und König von Neapel aufstieg.

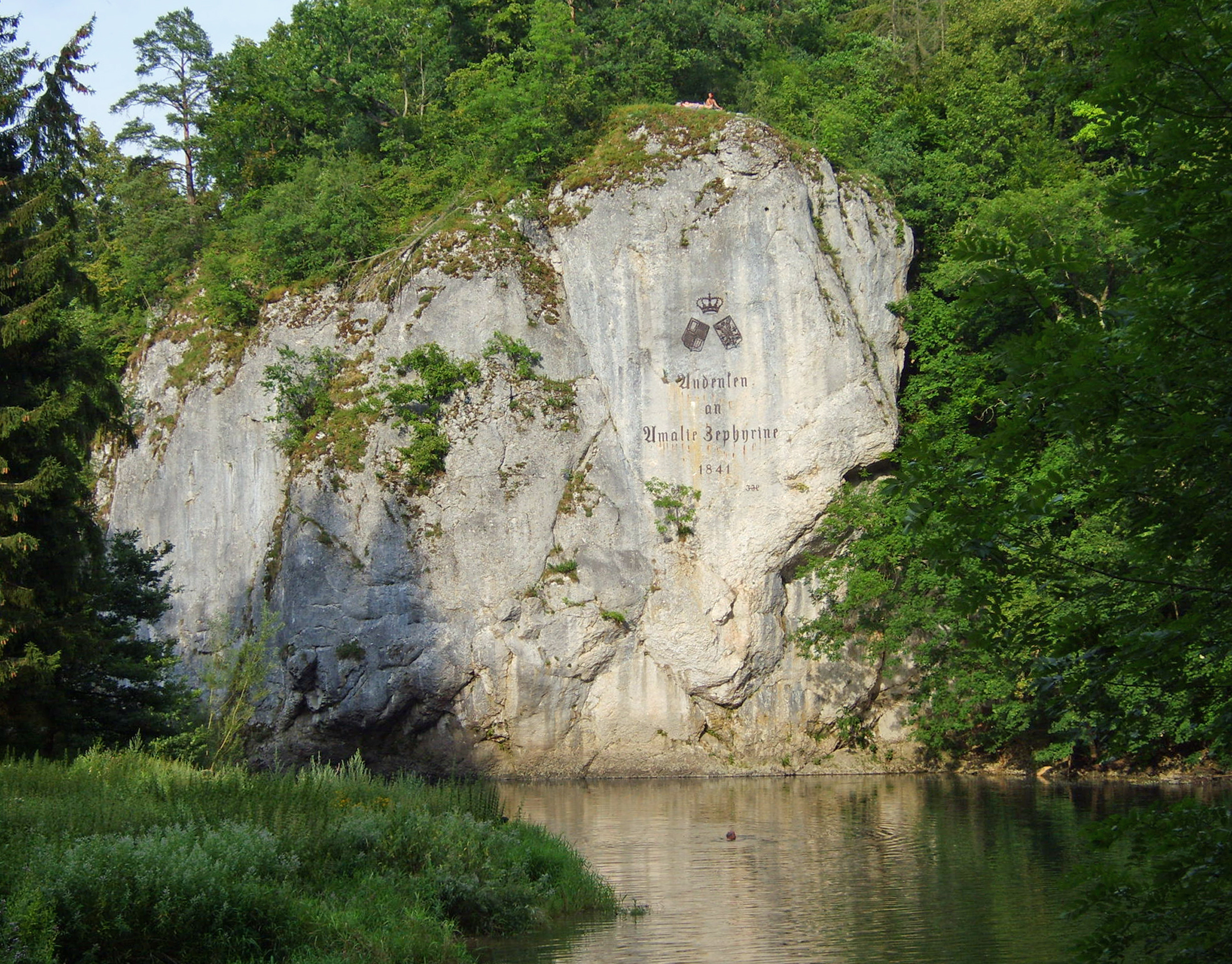
Amalienfels im Fürstlichen Park Inzigkofen

1808, nach 20 bewegten Jahren in Paris, kehrte Amalie Zephyrine schließlich nach Hohenzollern-Sigmaringen zurück. Zunächst wohnte sie zusammen mit dem jungen Ehepaar ab Juli 1808, immer noch von Anton Aloys getrennt lebend, im Schloss zu Krauchenwies. Im nahe gelegenen Inzigkofen richtete sie sich ab 1810 eine eigene Hofhaltung ein. Das frühere Amtshaus des säkularisierten Klosters Inzigkofen wurde zu einem Landschlösschen umgestaltet. 1811 verließ sie Krauchenwies endgültig, um fortan in Inzigkofen zu wohnen. Zur Donau hin ließ sie noch im selben Jahr einen bis heute existierenden Landschaftspark im englischen Stil anlegen. Im Park ließ sie ihrem geliebten Bruder ein Denkmal setzten. Später dann und bis zu ihrem Tod lebte sie im heute so genannten Alten Prinzenbau in Sigmaringen, den ihr Gemahl Anton Aloys in den Jahren 1822 bis 1825 eigens für sie hatte errichten lassen. Inzigkofen diente ihr und ihrem Enkel Erbprinz Karl Anton als Sommerresidenz.
Im Haus Hohenzollern gab es, anders als in anderen deutschen Adelshäusern, nie eine Diskussion über eine mögliche Scheidung. Man lebte zwar getrennt, Anton Aloys besuchte sie aber regelmäßig und hielt mit ihr freundschaftliche Korrespondenz. Auch kam Anton Aloys stets für ihre Rechnungen auf.
Amalie Zephyrine starb 1841 im Alter von 81 Jahren in Sigmaringen. Ihre Untertanen schätzten sie als großzügige Fürstin, der Amalienfelsen im Donautal trägt, von ihrem Sohn Karl gestiftet, ihren Namen und eine Gedenkinschrift sowie das Allianzwappen (Salm-Kyrburg und Hohenzollern-Sigmaringen).